# Sarsawa
Sarsawa (ook wel gespeld als Sarsawan) is een stad en gemeente in het district Saharanpur van de Indiase staat Uttar Pradesh.

## Demografie
Volgens de Indiase volkstelling van 2001 wonen er 16.816 mensen in Sarsawa, waarvan 54% mannelijk en 46% vrouwelijk is. De plaats heeft een alfabetiseringsgraad van 64%.